# Beginenhof Dendermonde

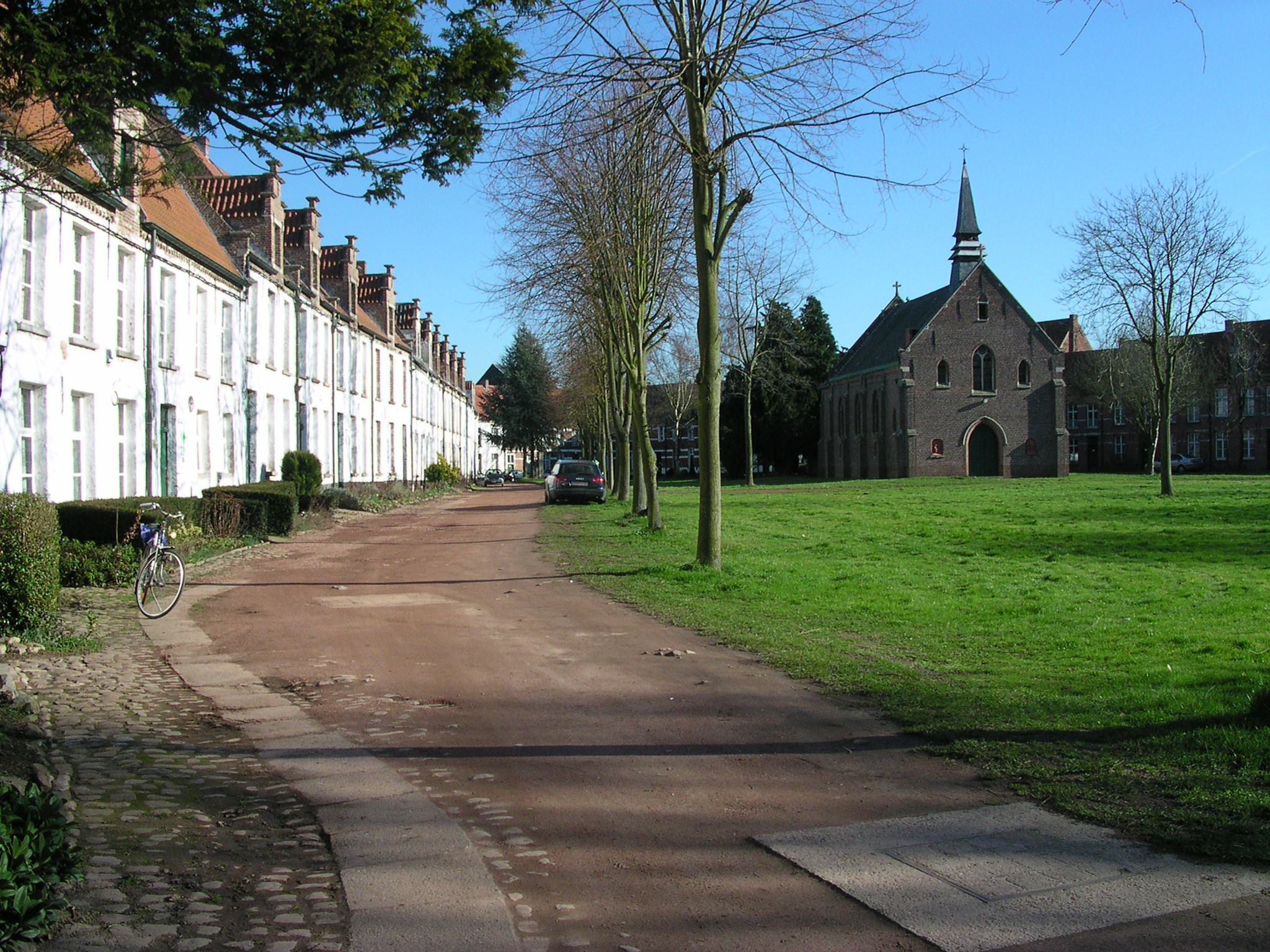
Beginenhof Dendermonde

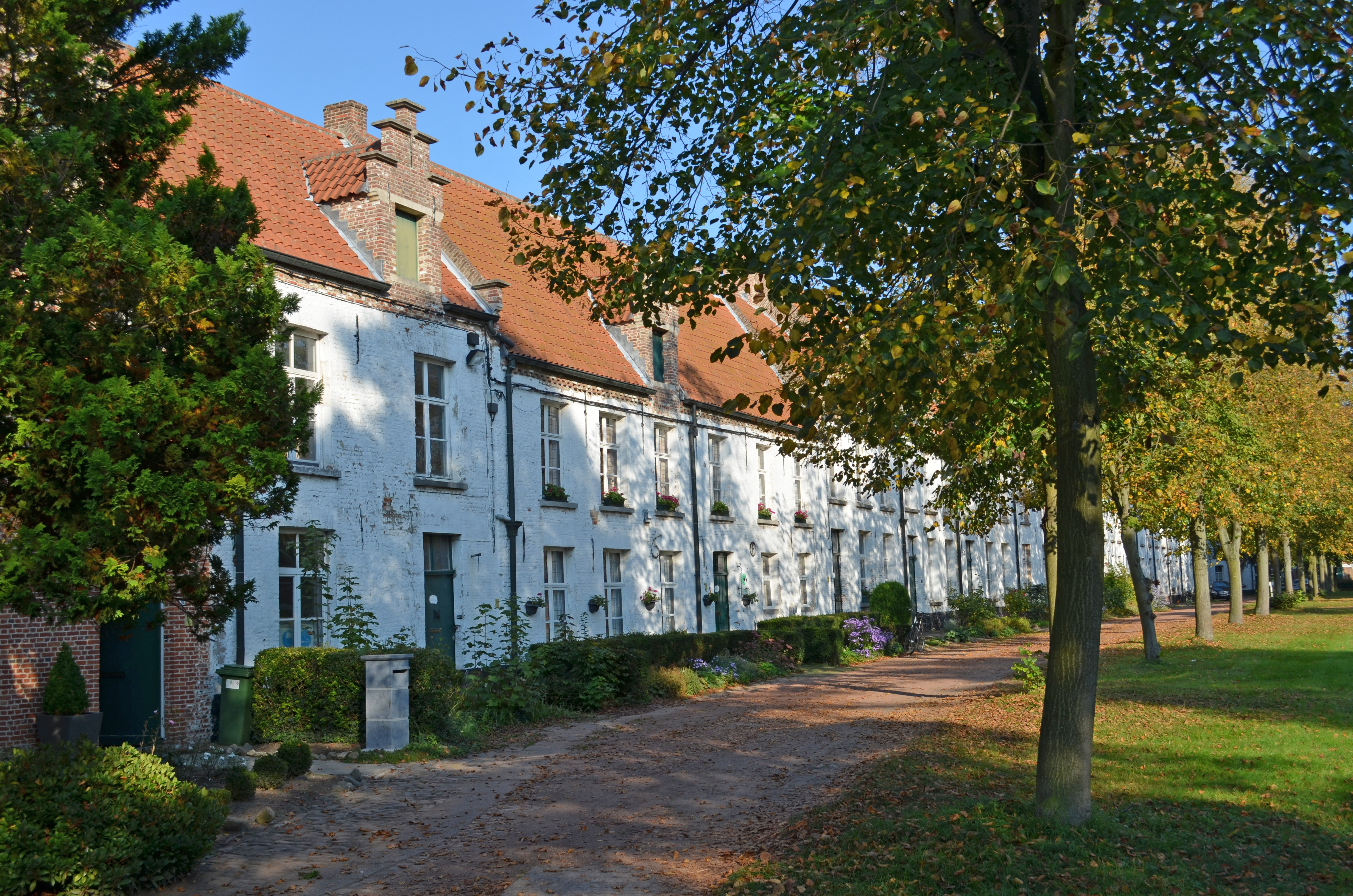
Beginenhofstraße

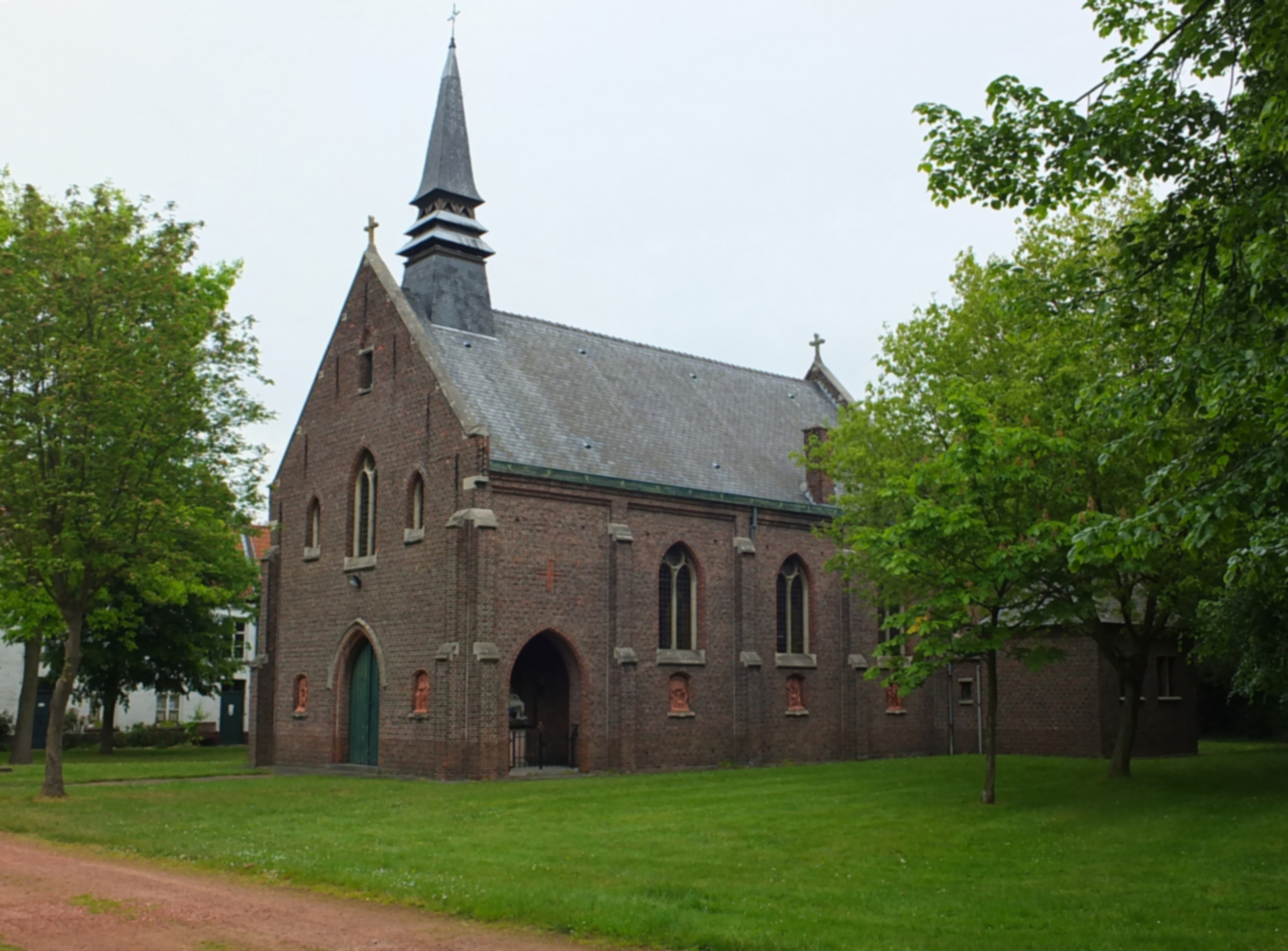
Beginenhofkirche

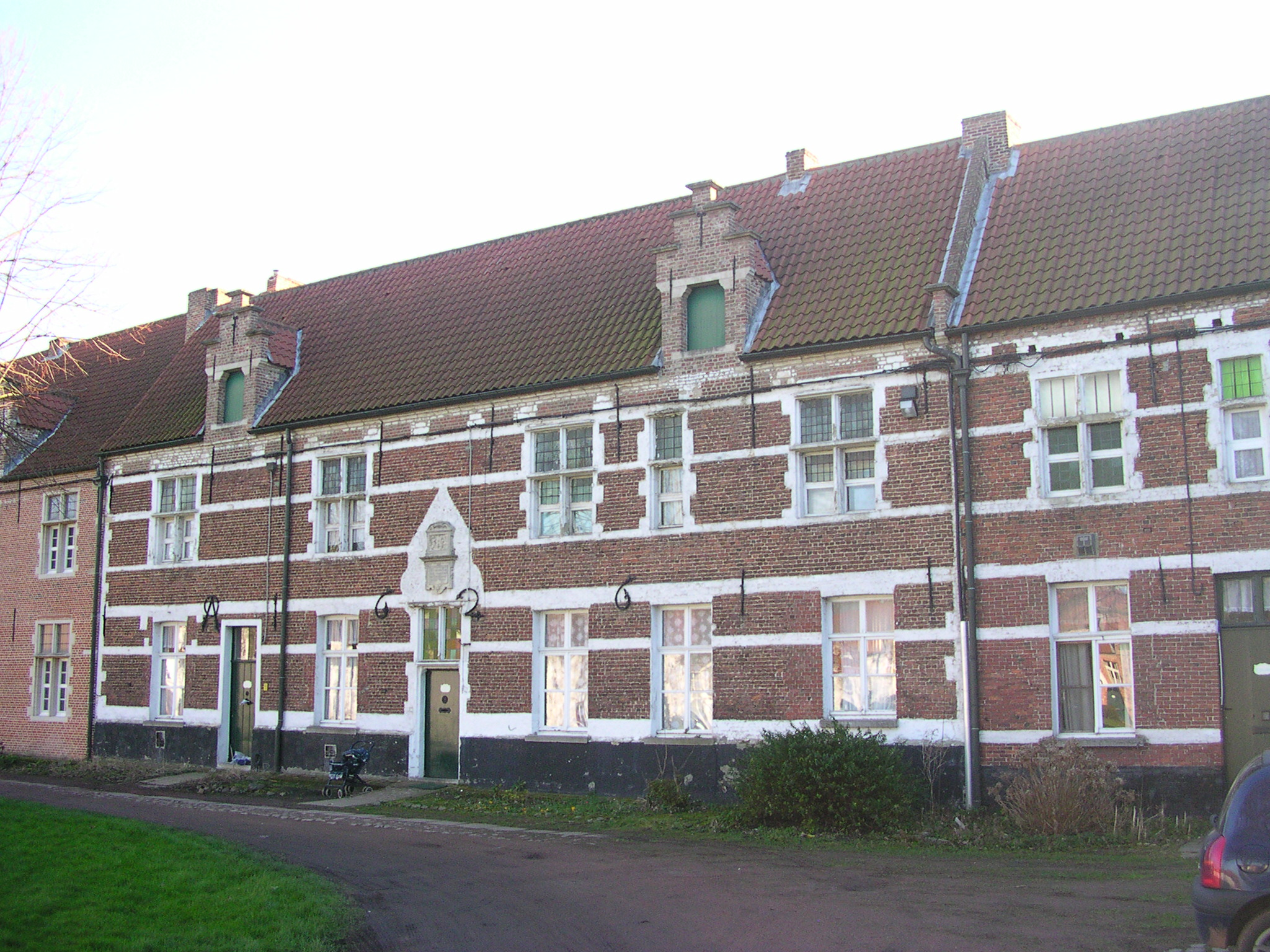
Konventhaus im Beginenhof

Der heutige Beginenhof (auch niederländisch Sint-Alexiusbegjnhof) ist der zweite Beginenhof von Dendermonde. Im Jahr 1998 wurde er auf der Weltkulturerbeliste der UNESCO eingetragen. Im Beginenhof ist unter anderem das Beginenhofmuseum für Volkskunde untergebracht.

## Geschichte
Im Jahr 1288 erhielten die Beginen die Erlaubnis, sich auf einem Stück Brachland im südlichen Teil der Stadt südlich der Rommelaarbeek niederzulassen und eine neue Kapelle zu bauen. Im Jahr 1294 erhielten sie von Robert von Bethune die Erlaubnis, um die Kapelle herum einen Friedhof anzulegen. Der Beginenhof hatte die Form eines annähernd quadratischen Grundstücks mit dreieckigen Häuserblöcken und einer zentral gelegenen Kapelle mit einem ummauerten Friedhof und war mit Ausnahme eines Eingangstors zur Brüsseler Straße durch Gräben und Befestigungen vollständig von der Außenwelt abgeschottet. Bis zu den religiösen Unruhen entwickelte sich der Beginenhof in Dendermonde in wirtschaftlicher und materieller Hinsicht vorteilhaft. Zwischen 1578 und 1584 mussten die Beginen ihren Hof verlassen. Die Kirche brannte ab und viele Häuser wurden zerstört oder an Privatpersonen verkauft. Eine neue Blütezeit erlebte der Beginenhof im 17. Jahrhundert, als die Zahl der Beginen 1691 auf 250 anstieg. Die meisten Häuser stammen aus der Zeit von 1604 bis 1660, während die Häuser auf der Westseite zwischen 1628 und 1638 oder zu Beginn des 18. Jahrhunderts erbaut wurden.
Diese Baukampagne endete erst in der ersten Hälfte des 18. Jahrhunderts. Während der Franzosenzeit wurde der Beginenhof offiziell geschlossen (1797) und 1800 den zivilen Armenhäusern zugewiesen. Als der liberale Stadtrat 1866 den Beginenhof verkaufen und Straßen hindurch bauen wollte, kaufte Baron Frederik van der Brugghen-de Naeyer das gesamte Anwesen. 1926 schenkten die Erben die Kirche, den Platz und 42 Häuser dem gemeinnützigen Verein Beginenhof von Dendermonde. Der Rest wurde öffentlich verkauft und durch eine Ziegelmauer vom Rest des Platzes getrennt. Die Häuser gehören jetzt zur Brusselsestraat (Nummern 36 bis 38) und zur Begijnhoflaan (Nummern 22 bis 64 und Nummer 68, ehemalige Fundatie Verpletsen). Die 1914 zerstörte Beginenhofkirche (Beginenhof Nr. 45) wurde von 1927 bis 1928 nach den Plänen der Architekten A. und M. Vossaert (Oudenaarde) durch die heutige Kirche ersetzt. Die ersten dringenden Erhaltungsarbeiten wurden 1975 durchgeführt; im selben Jahr verstarb die letzte Begine am Ort. Im Jahr 1990 wurde unter der Leitung des Architekten A. van Weyenbergh mit der Restaurierung der Dächer von 30 Häusern begonnen. Anschließend wurden der Bürgersteig und die übrigen Häuser in Gruppen renoviert.
Im zweiten Viertel des 19. Jahrhunderts waren die meisten Häuser bereits umfassend renoviert. Nach 1866 hatten die Beginen nicht mehr die Mittel, die Häuser ordnungsgemäß instand zu halten, weshalb sie verfallen sind und viele wertvolle Details verloren haben.

## Beschreibung
Ursprünglich war das Gelände innerhalb der Pfarrei Unserer Lieben Frau vollständig von Kanälen umgeben, wobei der einzige Zugang durch ein Tor an der heutigen Brüsseler Straße (Brüsseler Straße Nr. 36 bis 38) erfolgte. Auf der Westseite grenzte der Beginenhof an die Festungsanlagen.
Der Beginenhof ist um einen zentralen, begrünten Platz angelegt, auf den alle Häuser (insgesamt 63) ausgerichtet sind, meist mit einem kleinen Vorgarten. Die gepflasterte sogenannte „Begijnenstraatje“ führt vom Tor in der Brüsseler Straße zwischen hohen Mauern und dem Pfarrhaus (Nummer 1) zum Platz. Hinter dem Chor verliefen der Verbindungskanal und die Brücke, die den Zugang zum quadratischen Beginenhof über das „Hintertor“ oder Torhaus ermöglichten. Dieses Torhaus mit Eingangstor und Wohnhaus auf beiden Seiten, das zwischen 1608 und 1609 vollständig erneuert wurde, wurde im zweiten Viertel des 19. Jahrhunderts abgerissen und durch eine Mauer mit doppeltem Eisentor ersetzt, die durch Hartsteinwälle geschützt ist.
Eine teilweise gepflasterte Straße führt seit dem 15. Jahrhundert um den zentralen Innenhof herum und wird heute von Krim-Linden gesäumt. Die frühere Bepflanzung mit Nadelbäumen wird nach und nach ersetzt.
Die Häuser auf der Ostseite (Nr. 2 bis 4) und auf der Südseite (Nr. 5 bis 23) mit kleinen Vorgärten bilden eine homogene Wand mit Backsteinfassaden auf einem jetzt entfernten Sockel und stark horizontalisierten weißen Gliederungen, leicht gestaffelten rot getäfelten Satteldächern und erneuerten Dachgauben mit Stufengiebeln. Die Häuser auf der Westseite, die 1926 als Privathäuser verkauft wurden und heute die Nummern 22 bis 64 der Beginenstraatje tragen, sind vom Platz durch eine hohe Backsteinmauer mit Toren und in der Mitte eine Nische mit Korbgriff oder eine Türimitation mit einer Skulpturengruppe der Heiligen Familie auf einem Hartsteinsockel abgeschlossen.
Die Nordseite des Platzes (Hausnummern 26 bis 43) zeigt eine einheitliche, weiß gekalkte Giebelwand auf einem jetzt entfernten Sockel, stark rhythmisiert durch hohe rechteckige Fenster und Türen aus dem 19. Jahrhundert. Im hinteren Teil grenzen die Gärten an die überwucherte Rommelaarbeek, die in die Gracht Oude Vest mündet. Nur wenige Vorgärten sind erhalten geblieben.
An der östlichen Ecke des Platzes befindet sich der älteste Brunnen des Beginenhofs, der 1792 durch einen neuen Steinbrunnen mit Pumpe ersetzt wurde. Hinter der neuen Pumpe wurde von 1748 bis 1749 von dem Steinmetz Merckaert (Brüssel) ein Blausteinpfeiler mit einer viereckigen Abdeckung errichtet und 1752 mit einem Blausteinbecken versehen. Der eiserne Pumpenschwengel ist mit feinen schmiedeeisernen Ornamenten geschmückt. Der Brunnen wurde 1987 mit Hilfe der König-Baudouin-Stiftung restauriert.
Eine zweite Pumpe im Süden der Kirche stammt aus den Jahren zwischen 1668 und 1669 und war früher an der Friedhofsmauer angebracht. Es handelt sich um eine quadratische Pumpe aus Blaustein mit einem eisernen Pumpmechanismus und einem kupfernen Ausguss. Die Zisterne wurde im 19. Jahrhundert versetzt, als eine neue gusseiserne Pumpe installiert wurde, die heute nicht mehr vorhanden ist.
Östlich des Chors der Beginenhof-Kirche (Beguinage 45) befindet sich eine Grotte der Muttergottes von Lourdes, die 1877 von Pater D. Massot errichtet und von der Baufirma Tas (Dendermonde) in Stein gebaut wurde. Die ursprünglichen Statuen der Muttergottes und der heiligen Bernadette Soubirous wurden von dem Bildhauer J.B. van Biesbroeck (Gent) angefertigt, sind aber jetzt erneuert worden. Die polychromierte Zementstatue der Heiligen Bernadette stammt aus dem Jahr 1936 und wurde von der Firma Haenecour & Francart (Anderlecht) geliefert. Die Grotte ist mit Kerzennische, Votivgaben und zwei Durchgängen versehen und von einem Eisenzaun und Pinienbäumen umgeben.
In der Mitte des Rasens steht eine lebensgroße Statue des Heiligen Josef mit dem Jesuskind auf einem quadratischen Backsteinsockel, umgeben von einer runden Buchsbaumhecke und einem niedrigen Eisenzaun.